# Famas
El FAMAS (Fusil d'Assaut de la Manufacture d'Armes de Saint-Étienne), és un fusell d'assalt amb configuració "Bullpup" (és a dir, amb la caixa de mecanismes integrada a la culata, situada per darrere del grup del disparador) i manufacturat a França per Saint-Étienne arms factory. Actualment és una arma que està en servei a l'exèrcit francés.

## Desenvolupament
El desenvolupament es va iniciar el 1967 sota la direcció de Paul Tellie i el primer prototip del FAMAS es va completar el 1971. L'any següent, l'exèrcit francés en va iniciar l'avaluació, però no va entrar en servei fins al 1978, quan va ser acceptat com a arma estàndard de combat i va substituir l'antic fusell semiautomàtic MAS-49. La denominació oficial va ser FAMAS F1.
Van fabricar-se aproximadament 400.000 fusells d'assalt FAMAS F1. Després Indústries GIAT el va substituir pel nou FAMAS G1. Aquest nou model incorporava diverses millores, tals com redissenys en les zones d'agafada i un protector del gallet allargat.
El G1 va ser un model provisional, ja que aviat es va tornar a millorar, apareixent el model FAMAS G2 el 1994. Aquest nou model va ser adquirit per la marina francesa el 1995.
No obstant això, a finals del 2006 l'exèrcit de terra francès encara continuava amb el primer model FAMAS F1, sense canviar al G2 perquè se n'esperava la nova versió: FAMAS Félin.

## Servei
El FAMAS es va veure en acció el 1991 a l'Iraq i a Kuwait, durant l'operació "Tempesta del Desert" i posteriorment en altres missions de pau. Les tropes franceses van trobar que l'arma era fiable sota les condicions de combat. El FAMAS era conegut com a Clairon entre els soldats francesos a finals dels anys 70 i principis dels 80. El model utilitzat actualment és el Félin.

## Característiques

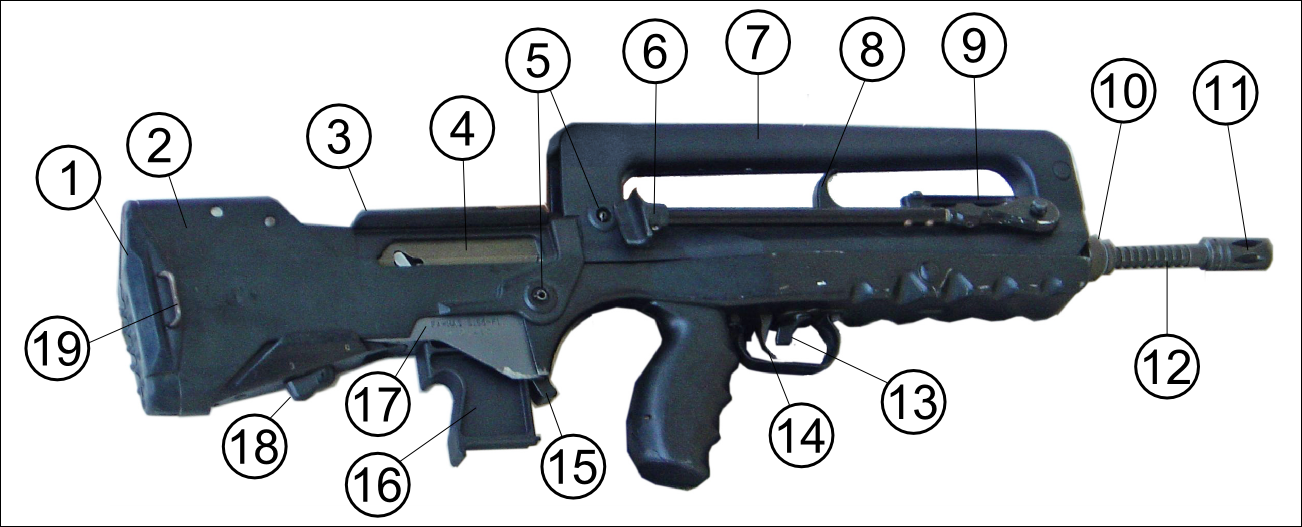
FAMAS F1

| 01: Cantonera de la culata 02: Culata desmuntable 03: Suport per a la galta. Només pot ser disparada per tiradors dretans 04: Finestra d'expulsió 05: Passadors 06: Bípode 07: Guardamà 08: Disparador 09: Visor pel llançagranades 10: Suport per acoblar un llançagranades | 11: Broc apagaflames 12: Canó 13: Selector de tir: assegurat, un sol tret, automàtic 14: Gallet 15: Boca del carregador 16: Carregador STANAG 17: Número de sèrie 18: Selector de ràfega (3 trets o totalment automàtic) 19: Anella per la corretja |

## Més imatges

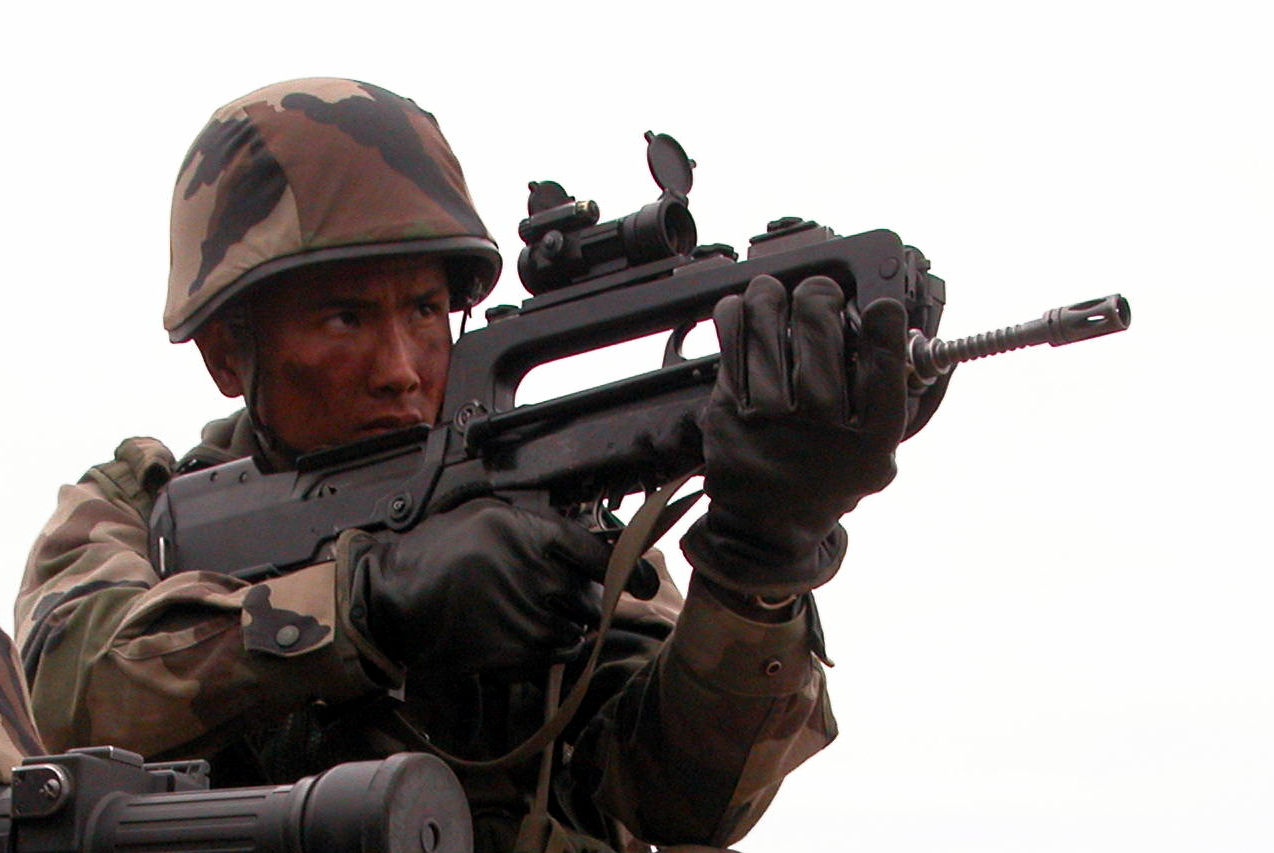
FAMAS F1 amb punt vermell (anomenat Famas d'infanteria)
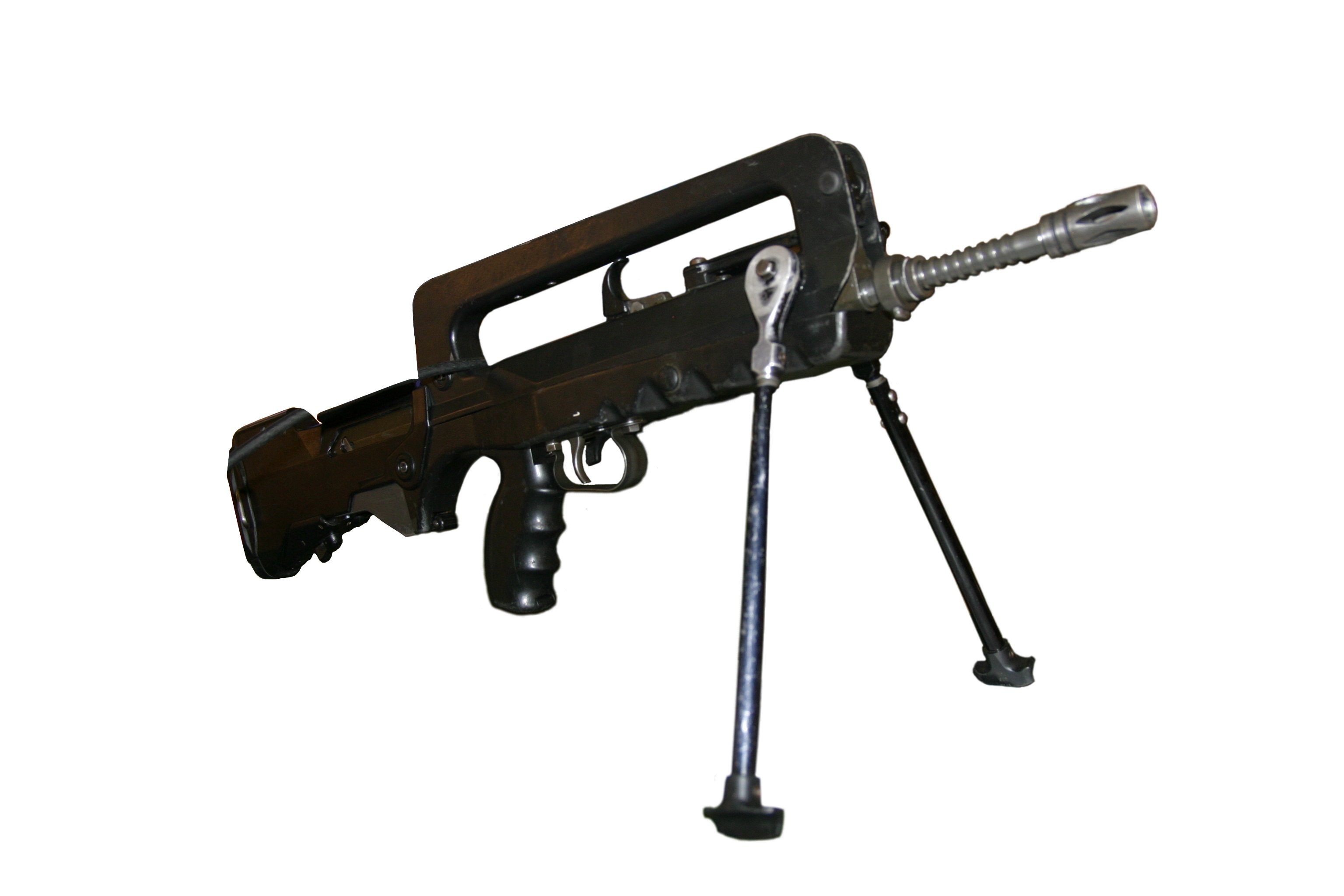
FAMAS F1
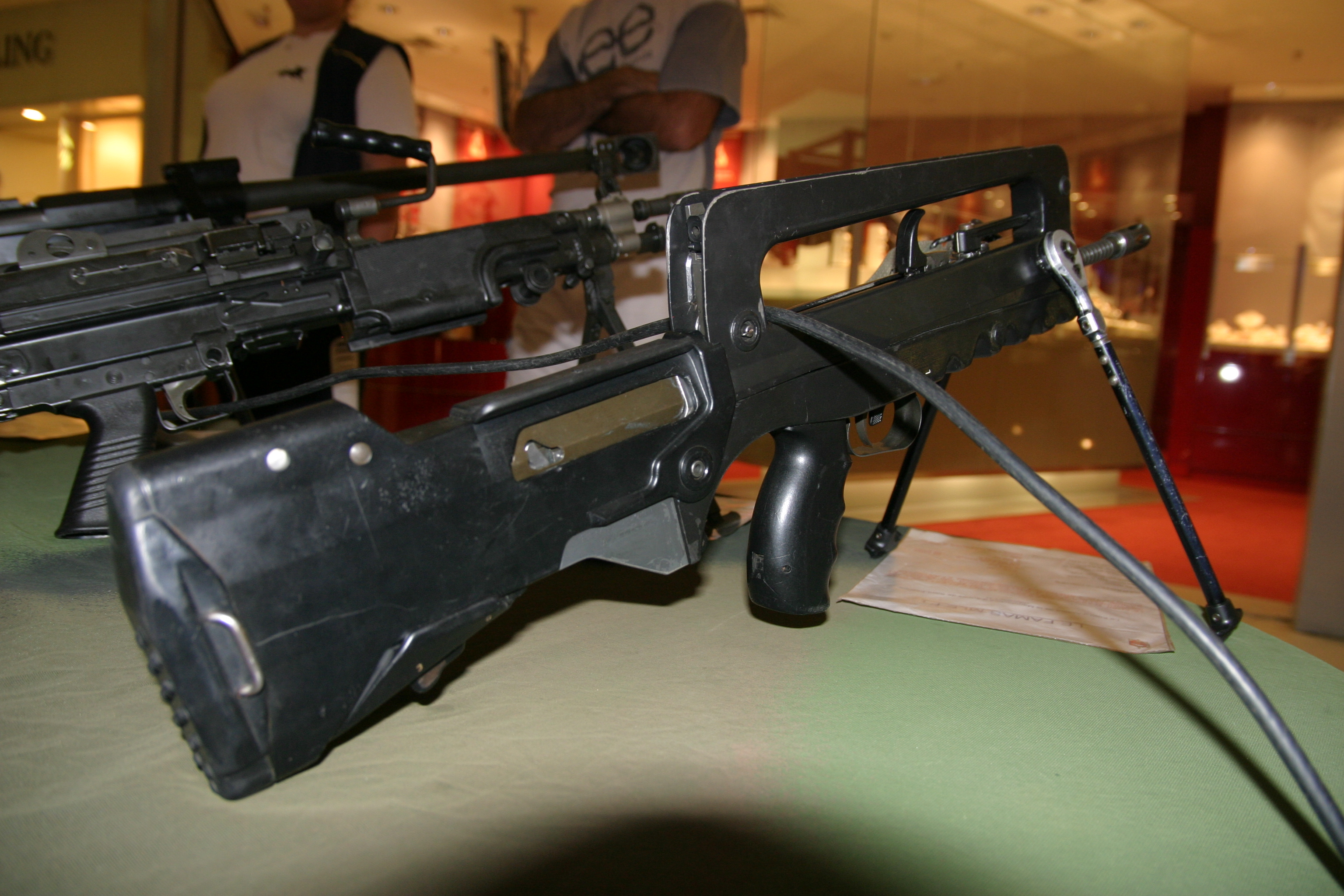
El FAMAS F1 vist des del darrere
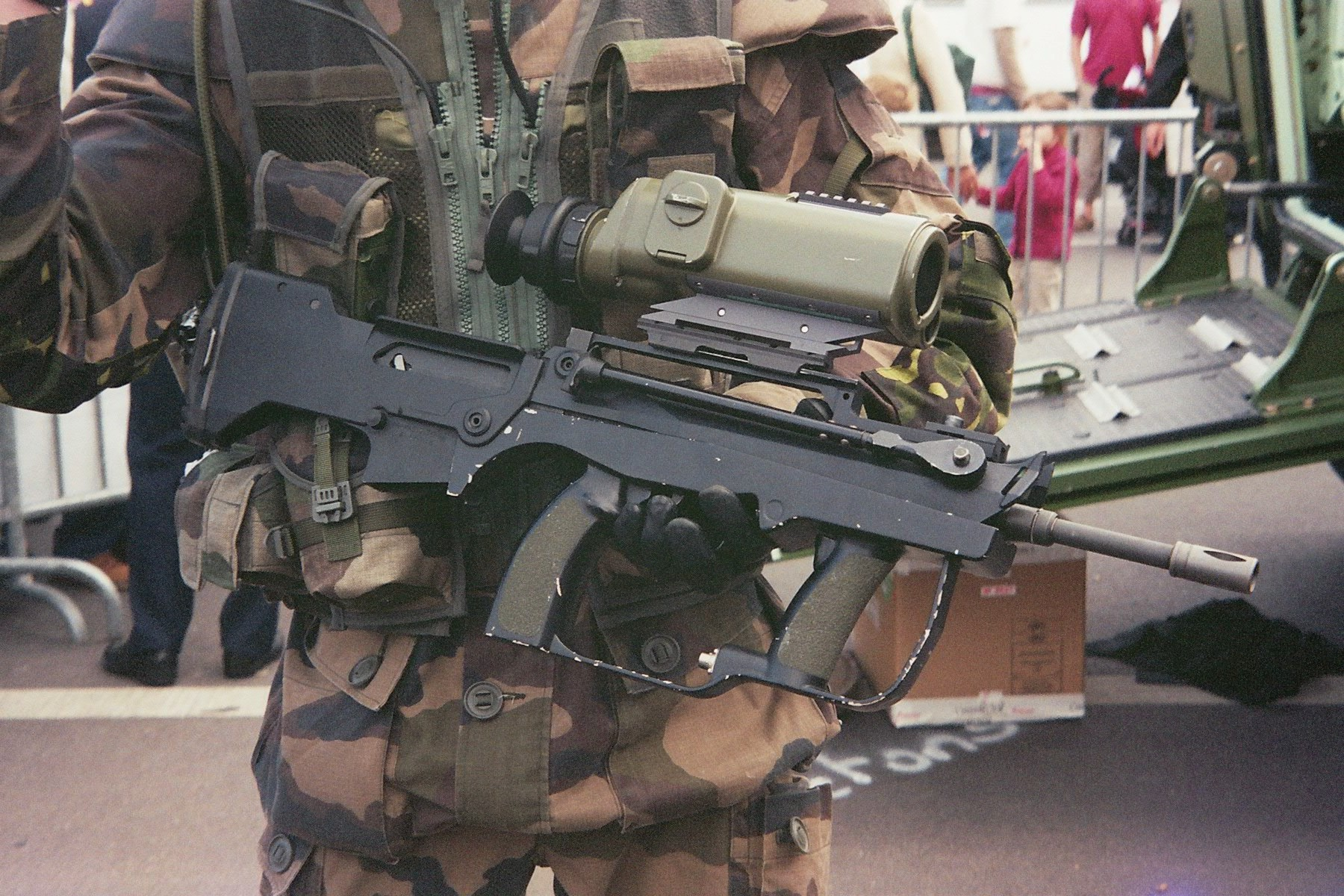
FAMAS Félin